# 재스민 무어
재스민 무어(영어: Jasmine Moore, 2001년 5월 1일~)는 미국의 육상 선수이다. 주 종목은 멀리뛰기와 세단뛰기로 2024년 하계 올림픽에서 여자 멀리뛰기 종목과 여자 세단뛰기 종목 동메달을 획득했다.